# Phaethon (hypotetisk planet)

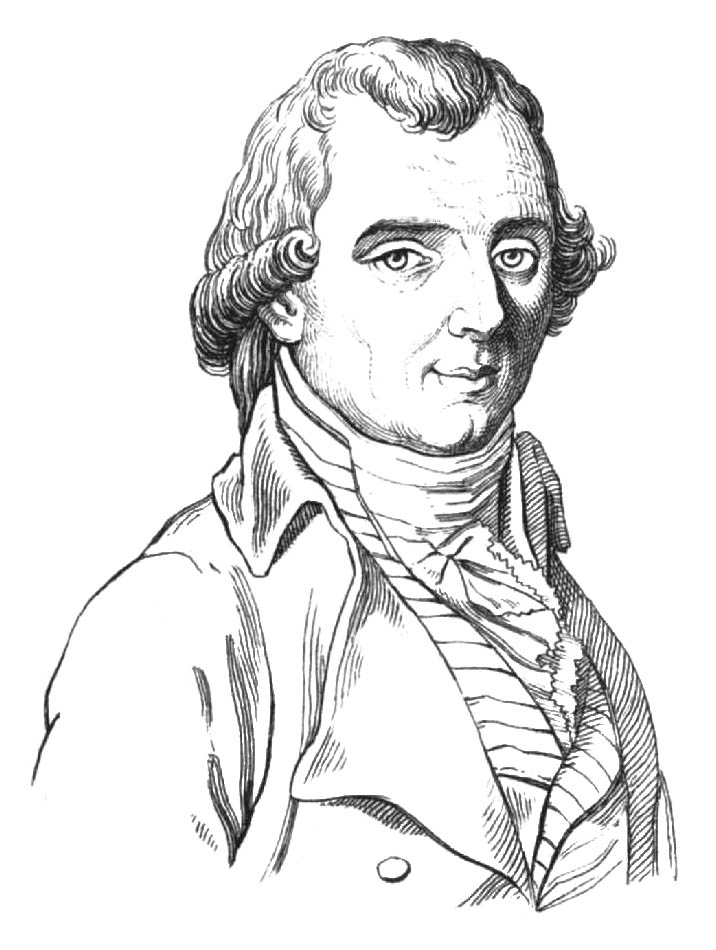
Heinrich Wilhelm Matthäus Olbers myntade begreppet Phaethon.

Phaethon, även kallad Phaëton eller Phaethon, är en hypotetisk tidigare planet i Solsystemet, som enligt denna teori Huvudasteroidbältet mellan Mars och Jupiters banor utgör resterna av sedan planeten förstörts av en explosion eller kollision. De flesta av dagens astronomer menar dock att så inte i fallet, och menar att Huvudasteroidbältets stenmaterial i stället är vad som blev över när Solen och övriga objekt i Solsystemet bildades för cirka 4,6 miljarder år sedan.

### Fotnoter
1. ↑  ”Är asteroidbältet en exploderad planet?”. Illustrerad vetenskap. 2 mars 2005. http://illvet.se/universum/solsystemet/asteroider/ar-asteroidbaltet-en-exploderad-planet. Läst 11 december 2015.